# راي شارما
راي شارما (بالإنجليزية: Ray Sharma)‏ هو رائد أعمال هندي، ولد في 25 ديسمبر 1973 في Anandpur Sahib ‏ في الهند.